# Адра (Эстония)
Адра (эст. Adra) — деревня на севере Эстонии в волости Харку, уезд Харьюмаа. В деревне проживают 60 человек (2007 год).